# Симфонія № 2 (Сильвестров)
Симфо́нія № 2 — симфонія Валентина Сильвестрова для флейти, ударних, фортепіано і струнного оркестру, написана у 1965 році.. Разом з Симфонією № 3 та камерною симфонією «Спектри» утворює цикл «Космічні пасторалі»
В числі інших творів Сильвестрова симфонія посідає значне місце в українській авангардній музиці 1960-х років.
Прем'єра відбулася у Великому залі Ленінградської філармонії, диригент — Ігор Блажков.
Склад оркестру
- флейта;
- ударні — 2 виконавця (trgl, cnli, vbr, 3 pti sosp, 3 tpni, gr c, t-tam);
- струнні: 4, 4, 3, 2, 1

Тривалість — близько 10 хвилин